# New York Red Bulls Sub-23
El New York Red Bulls Sub-23 es un equipo de fútbol de los Estados Unidos que juega en la USL League Two. Hasta 2015 competía en la NPSL. Es un equipo filial de New York Red Bulls.

## Historia
Fue fundado con el nombre de New York Red Bulls U-23 en el año 2009 en la ciudad de Harrison (Nueva Jersey) como equipo sub-23 de los New York Red Bulls, franquicia de la MLS.
Su primera temporada en la NPSL fue la de 2010, en la cual ganó el título de la Conferencia del Atlántico, el primero de los tres títulos divisionales que obtuvo. En 2014 quedó campeón de la liga al vencer al Chattanooga FC 3-1 en la final disputada en el Red Bull Arena.

## Palmarés
- USL: 1

2016
- NPSL: 1

2014
- Región Noreste: 1

2014
- Conferencia del Atlántico: 3

2010, 2012, 2014

## Estadios
- Lubetkin Field; Newark, New Jersey (2010-2013)
- Red Bull Training Facility; Hanover, New Jersey (2014-2016)
- MSU Soccer Park; Montclair, Nueva Jersey (2017-)

## Entrenadores
- Bob Montgomery (2010–2012)
- Simon Nee (2013–)